# Міжнародна жіноча федерація боксу
Міжнародна жіноча федерація боксу (англ. Women's International Boxing Federation) (WIBF) є однією з найбільш визнаних організацій у жіночому боксі, які санкціонують проведення змагань чемпіонок світу. Заснована в березні 1989 року, вона базується в Маямі, штат Флорида, і очолює Барбара Баттрік. WIBF не пов’язана з Міжнародною федерацією боксу (IBF), яка пропагує чоловічий та жіночий бокс.